# Association sportive montferrandaise (basket-ball féminin)
Pour les articles homonymes, voir ASM et Association sportive montferrandaise.
L'AS Montferrand est un club féminin français de basket-ball. Issue du club omnisports de l'AS Montferrand, il est basé dans la ville de Clermont-Ferrand. La section évolue désormais au 1er niveau régional (5e division), mais a connu l'élite jusqu'en 1997.
La section masculine a elle aussi connue l'élite.

## Palmarès

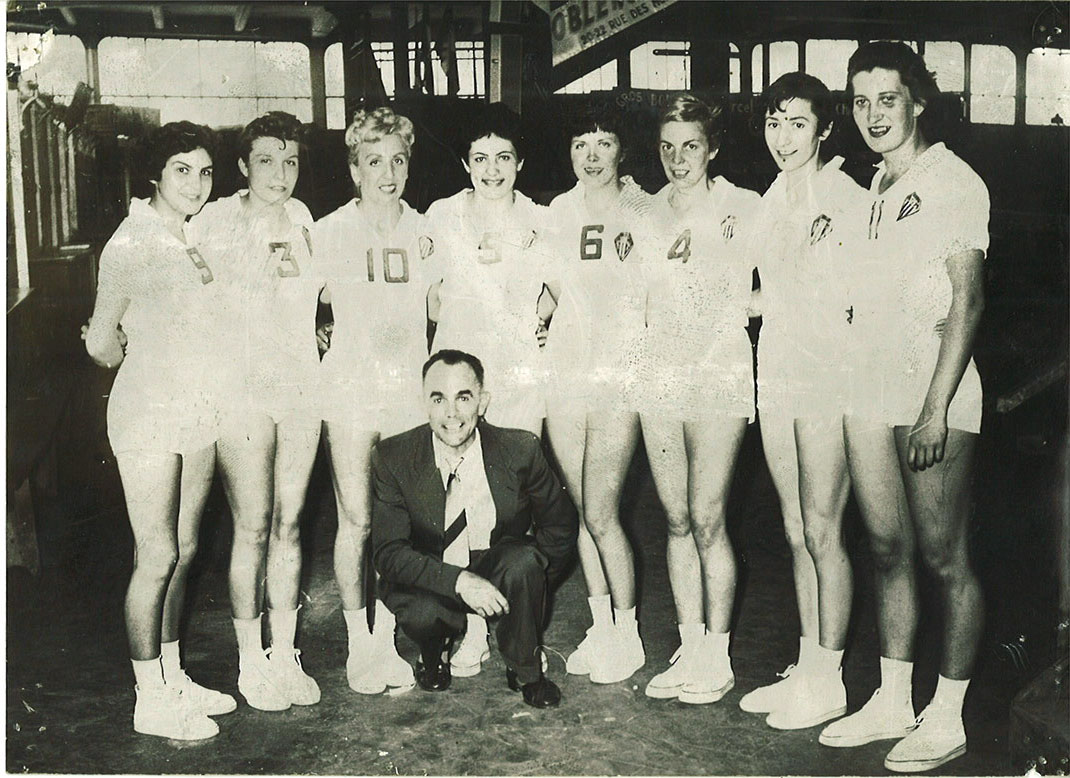
équipe de l'ASM en 1958

- Champions de France : 1958, 1959, 1962
- Vainqueur de la Coupe de France : 1957, 1958
- Vainqueur de la Coupe de France Daniele Peter : 1987

## Entraîneurs successifs
- ? - ? :  Édith Tavert
- Pierre Galle
- Paul Besson
- Gaetan Lebrigant
- Sabine Deneuve/Nordyn Yacine

## Joueuses célèbres ou marquantes
- Eva Němcová
- Isabelle Fijalkowski
- Jackie Chazalon
- Catherine Malfois
- Carole Force
- Maryline Joly

## La dernière saison élite (1996-1997)
- Entraineur : Sabine Deneuve

| Numéro | Nom                | Taille | Née en | Poste      | Nationalité    |
| 4      | Marie-Laure Fleury | 1,88   | 1979   | ailière    | France         |
| 5      | Laure Desmurget    | 1,70   | 1976   | meneuse    | France         |
| 6      | Carole Force       | 1,75   | 1968   | arrière    | France         |
| 7      | Florence Tarel     | 1,75   | 1976   | arrière    | France         |
| 8      | Lamiae Laroussi    | 1,78   | 1977   | ailière    | France         |
| 9      | Sophie Cristina    | 1,72   | 1978   | arrière    | France         |
| 10     | Delphine Dord      | 1,85   | 1976   | ailière    | France         |
| 11     | Ivana Todorovic    | 1,89   | 1973   | intérieure | RF Yougoslavie |
| 11     | Necole Tunsil      | 1,85   | -      | ailière    | États-Unis     |
| 12     | Slavina Ilic       | 1,96   | 1973   | intérieure | RF Yougoslavie |
| 13     | Sophie Dupuis      | 1,72   | 1972   | arrière    | France         |
| 14     | Christelle Boel    | 1,90   | 1971   | intérieure | France         |
| 15     | Abiba Makboul      | 1,87   | 1977   | intérieure | France         |

- Cette saison sera la dernière de l'ASM dans l'élite du basket français (l'équipe évoluait alors en Nationale Féminine 1A)
- La présence de 2 no 11 vient du fait que le contrat de Ivana Todorovic n'ira pas jusqu'à son terme en cette saison 1996-1997